# NGC 5472
NGC 5472 est une galaxie spirale vue par la tranche et située dans la constellation de la Vierge. Sa vitesse par rapport au fond diffus cosmologique est de 3 179 ± 25 km/s, ce qui correspond à une distance de Hubble de 46,9 ± 3,3 Mpc (∼153 millions d'al). NGC 5472 a été découverte par l'astronome irlandais R. J. Mitchell en 1855.
La classe de luminosité de NGC 5472 est I-II et elle présente une large raie HI.
À ce jour, quatre mesures non basées sur le décalage vers le rouge (redshift) donnent une distance de 39,000 ± 6,500 Mpc (∼127 millions d'al), ce qui est tout juste à l'intérieur des valeurs de la distance de Hubble. Notons cependant que c'est avec la valeur moyenne des mesures indépendantes, lorsqu'elles existent, que la base de données NASA/IPAC calcule le diamètre d'une galaxie et qu'en conséquence le diamètre de NGC 5472 pourrait être d'environ 19,4 kpc (∼63 300 al) si on utilisait la distance de Hubble pour le calculer.

## Groupe de NGC 5427
Selon A. M. Garcia, NGC 5472 fait partie du groupe de NGC 5427. Ce groupe de galaxies compte au moins quatre autres membres, soit NGC 5426, NGC 5427, NGC 5468 et NGC 5493.
Les galaxies NGC 5472 et NGC 5468 sont voisines sur la sphère céleste et presque à la même distance de la Voie lactée. Elles forment probablement une paire réelle de galaxies.